# Patrick Fugit
Patrick Raymond Fugit (/ˈfjuːɡɪt/; n. 27 octombrie 1982, Salt Lake City, Utah, SUA) este un actor american. A apărut în filmele Aproape celebri (2000), Dragoste otrăvitoare⁠(d) (2002), Salvată⁠(d) (2004) și Dragoste după moarte⁠(d) (2006) și l-a interpretat pe Kyle Barnes în serialul Cinemax Outcast⁠(d). De asemenea, l-a interpretat pe Owen în jocul video The Last of Us Part II.

## Biografie
Fugit s-a născut în Salt Lake City, Utah și a locuit pentru scurt timp în Danbury, New Hampshire⁠(d). Mama sa, Jan Clark-Fugit, este profesoară de dans, iar tatăl său, Bruce Fugit, este inginer electrician. Fugit este cel mai mare dintre cei trei copii ai familiei; acesta are o soră și un frate. Fugit a urmat studiile la East High School⁠(d). A apărut în piesa de teatru The Twelve Dancing Princesses⁠(d) în rolul cizmarului în clasa a VII-a. Este skateboarder⁠(d) de la vârsta de cincisprezece ani.

### Cariera
Fugit a obținut primul său rol în filmul Aproape celebri regizat de Cameron Crowe⁠(d). Acesta a declarat că nu știa nimic despre muzica rock a anilor 1970 înainte să fie primit în distribuția filmului.
Fugit a interpretat un artist de benzi desenate în filmul Dragoste otrăvitoare (2002) și un dependent de droguri naiv în comedia neagră Spun⁠(d) (2003). Acesta a apărut în The Amateurs⁠(d) și a jucat-o pe Evra Von⁠(d) în Cirque du Freak: The Vampire's Assistant⁠(d) (2009).
În 2011, Fugit a apărut în filmul Avem un zoo!, un alt film regizat de Cameron Crowe. În 2016, s-a alăturat distribuției serialului de televiziune Outcast al companiei Cinemax.

## Viața personală
Fugit și cel mai bun prieten al său, David Fetzer, au alcătuit o trupă de folk rock intitulată Mushman. Fetzer a încetat din viață în 2012. Fugit studiază chitara flamenco și a interpretat melodia „Brennan's Theme” a formației sale pentru scena finală din Dragoste după moarte.
Și-a petrecut copilăria în Salt Lake City, iar la școală era considerat „copilul ciudat”, deoarece a învățat să danseze balet și nu era de mormon.
Fugit are un copil cu partenera sa, actrița Jennifer Del Rosario.

## Filmografie

### Filme
| An   | Titlu                                     | Rol                  | Note                         |
| ---- | ----------------------------------------- | -------------------- | ---------------------------- |
| 2000 | Almost Famous                             | William Miller       |                              |
| 2002 | Spun                                      | Frisbee              |                              |
| 2002 | White Oleander                            | Paul Trout           |                              |
| 2004 | Saved!                                    | Patrick Wheeler      |                              |
| 2004 | Dead Birds                                | Sam                  |                              |
| 2005 | The Amateurs                              | Emmett Orwin         | Titlu alternativ: The Moguls |
| 2006 | Wristcutters: A Love Story                | Zia                  |                              |
| 2006 | Bickford Shmeckler's Cool Ideas           | Bickford Shmeckler   |                              |
| 2007 | The Good Life                             | Andrew               |                              |
| 2009 | Horsemen                                  | Cory                 |                              |
| 2009 | Cirque du Freak: The Vampire's Assistant  | Evra the Snake Boy   |                              |
| 2011 | We Bought a Zoo                           | Robin Jones          |                              |
| 2012 | Thanks for Sharing                        | Danny                |                              |
| 2013 | Reckless                                  | David Harrison       |                              |
| 2014 | Gone Girl                                 | Officer James Gilpin |                              |
| 2015 | Queen of Earth                            | Rich                 |                              |
| 2018 | Alex & The List                           | Alex                 |                              |
| 2018 | First Man                                 | Elliot See           |                              |
| 2019 | Robert the Bruce                          | Will                 |                              |
| 2020 | My Heart Can't Beat Unless You Tell It To | Dwight               | Also producer                |

### Seriale
| An        | Titlu                        | Rol             | Note                                                                        |
| --------- | ---------------------------- | --------------- | --------------------------------------------------------------------------- |
| 1997–98   | Touched by an Angel          | Tânăr #1 / Joey | 2 episoade                                                                  |
| 1998      | Legion of Fire: Killer Ants! | Scott Blount    | Film de televiziune                                                         |
| 2001      | MADtv                        | William Miller  | Episodul: 6.19                                                              |
| 2003      | ER                           | Sean Simmons    | 3 episoade                                                                  |
| 2005      | Everything You Want          | Customer        | Film de televiziune Cunoscut și sub numele Love Surreal                     |
| 2006      | House                        | Jack Walters    | Episodul: "Whac-A-Mole"                                                     |
| 2011      | Cinema Verite                | Alan Raymond    | Film de televiziune                                                         |
| 2016–2018 | Outcast                      | Kyle Barnes     | Rol principa Nominalizat – Fangoria Chainsaw Award for Best TV Actor (2017) |
| 2019      | Treadstone                   | Stephen Haynes  | Rol secundar                                                                |
| TBA       | Love and Death               | Pat Montgomery  | Viitor                                                                      |

### Jocuri video
| An   | Titlu                  | Rol               | Note           |
| ---- | ---------------------- | ----------------- | -------------- |
| 2020 | The Last of Us Part II | Owen Moore (voce) | Motion capture |